# Wola Kałuska
Wola Kałuska (alt Kałuska Wola) – dawniej wieś, później do 1986 część wsi Mrozy, w Polsce, w województwie mazowieckim, w powiecie mińskim, w gminie Mrozy.
Leży w zachodniej części Mrozów. Dawna wieś Wola Kałuska rozpościera się wzdłuż współczesnej ul. 3 Maja.
Dawniej samodzielna miejscowość. W latach 1867–1954 w gminie Kuflew w powiecie (nowo)mińskim. 20 października 1933 w woj. warszawskim utworzono gromadę Wola Kałuska w granicach gminy Kuflew, składającą się z samej wsi Wola Kałuska.
Podczas II wojny światowej w Generalnym Gubernatorstwie, w dystrykcie warszawskim. W 1943 gromada Kałuska Wola liczyła 644 mieszkańców.
W związku z reorganizacją administracji wiejskiej jesienią 1954, Wola Kałuska weszła w skład nowej gromady Mrozy.
Od 1 stycznia 1973 jedno z 27 sołectw nowo utworzonej gminy Mrozy (powiat miński). W latach 1975–1993 miejscowość należała administracyjnie do województwa siedleckiego.
Wola Kałuska jako część Mrozów istniała do 1986 r.. Nazwę zniesiono 1 kwietnia 1986
Stanowi najpóźniej do Mrozów przyłączoną część.
Nie mylić z wsią Wólka Kałuska.